# Bezirke i Hamborg
Siden 1951 har Hamborg været inddelt i syv bezirke (distrikter), som pr. 1. januar 2011 består af i alt 104 bydele (Stadtteile). Bydelenes navne og grænser er ofte historiske, men der er også bydele af nyere herkomst. Af statistiske årsager er mange bydele yderligere opdelt i et eller flere kvarterer (Ortsteile). Pr. 1. januar 2011 er der i alt 181 kvarterer.
Bezirkerne er ansvarlige for en række decentrale forvaltningsopgaver, som til dels kan sammenlignes med kommunale opgaver i andre tyske delstater. Ansvarsområderne omfatter social- og sundhedsvæsen, folkeregistrering, byggeri, offentlige boliger og fast ejendom, samt opsyn med erhvervslivet.
Samtidig med valg til Hamborgs senat, vælges der medlemmer til hvert bezirks bezirksversammlung (distriktsforsamling). Hver bezirksversammlung udpeger en bezirksamtsleiter (distriktsleder), som efterfølgende skal bekræftes af senatet.

## Bezirke
| Nr. | Bezirk        | Areal i km² | Indbyggere (2013) | Befolkningstæthed (Beboere pr. km²) | Antal bydele |
| --- | ------------- | ----------- | ----------------- | ----------------------------------- | ------------ |
| 1   | Hamburg-Mitte | 142,2       | 279.206           | 1.963                               | 19           |
| 2   | Altona        | 77,9        | 254.354           | 3.265                               | 14           |
| 3   | Eimsbüttel    | 49,8        | 249.239           | 5.005                               | 9            |
| 4   | Hamburg-Nord  | 57,8        | 283.397           | 4.903                               | 13           |
| 5   | Wandsbek      | 147,5       | 409.176           | 2.774                               | 18           |
| 6   | Bergedorf     | 154,8       | 120.761           | 780                                 | 14           |
| 7   | Harburg       | 125,2       | 150.209           | 1.200                               | 17           |
|     | Hamborg i alt | 755,2       | 1.746.342         | 2.312                               | 104          |

## Bezirker og deres bydele

### Bezirk Hamburg-Mitte
|  |  |

Bezirk med 19 bydele:

Hamburg-Altstadt,
Billbrook,
Billstedt,
Borgfelde,
Finkenwerder,
HafenCity,
Hamm,
Hammerbrook,
Horn,
Kleiner Grasbrook,
Neustadt,
Neuwerk (eksklave),
Rothenburgsort,
St. Georg,
St. Pauli,
Steinwerder,
Veddel,
Waltershof,
Wilhelmsburg.

### Bezirk Altona
|  |  |

Bezirk med 14 bydele:

Altona-Altstadt,
Altona-Nord,
Bahrenfeld,
Blankenese,
Groß Flottbek,
Iserbrook,
Lurup,
Nienstedten,
Osdorf,
Othmarschen,
Ottensen,
Rissen,
Sternschanze,
Sülldorf.

### Bezirk Eimsbüttel
|  |  |

Bezirk med 9 bydele:

Eidelstedt,
Eimsbüttel,
Harvestehude,
Hoheluft-West,
Lokstedt,
Niendorf,
Rotherbaum,
Schnelsen,
Stellingen.

### Bezirk Hamburg-Nord
|  |  |

Bezirk med 13 bydele:

Alsterdorf,
Barmbek-Nord,
Barmbek-Süd,
Dulsberg,
Eppendorf,
Fuhlsbüttel,
Groß Borstel,
Hohenfelde,
Hoheluft-Ost,
Langenhorn,
Ohlsdorf,
Uhlenhorst,
Winterhude.

### Bezirk Wandsbek
|  |  |  |

Bezirk med 18 bydele:

Bergstedt,
Bramfeld,
Duvenstedt,
Eilbek,
Farmsen-Berne,
Hummelsbüttel,
Jenfeld,
Lemsahl-Mellingstedt,
Marienthal,
Poppenbüttel,
Rahlstedt,
Sasel,
Steilshoop,
Tonndorf,
Volksdorf,
Wandsbek,
Wellingsbüttel,
Wohldorf-Ohlstedt.

### Bezirk Bergedorf
De tre kort viser endnu ikke bydelen Neuallermöhe, som blev oprettet den 1. januar 2011.
|  |  |  |

Bezirk med 14 bydele:

Allermöhe,
Altengamme,
Bergedorf,
Billwerder,
Curslack,
Kirchwerder,
Lohbrügge,
Moorfleet,
Neuallermöhe,
Neuengamme,
Ochsenwerder,
Reitbrook,
Spadenland,
Tatenberg.

### Bezirk Harburg
|  |  |

Bezirk med 17 bydele:

Altenwerder,
Cranz,
Eißendorf,
Francop,
Gut Moor,
Harburg,
Hausbruch,
Heimfeld,
Langenbek,
Marmstorf,
Moorburg,
Neuenfelde,
Neugraben-Fischbek,
Neuland,
Rönneburg,
Sinstorf,
Wilstorf.